# Paolo Viacava
Paolo Viacava (Portofino, 11 maggio 1962) è un velista italiano.
Vincitore ad oggi di 11 titoli italiani e 14 trofei SIAD Bombola d'oro nella classe Dinghy 12 piedi, più numerose altre regate. Nel 1986 vince anche il titolo europeo classe 6 metri stazza internazionale e partecipa a due Admiral Cup 1983 e 1985 sull'imbarcazione Mandrake e Brava.
È stato insignito di Medaglia d'Argento al Valore Atletico.
Nelle elezioni amministrative del 15 e 16 maggio 2011 si candida alla carica di sindaco di Portofino, nel golfo del Tigullio, con una propria lista civica (Punta Cajega). La vittoria andrà però all'avversario Giorgio D'Alia (239 voti contro i 125 voti a favore di Viacava) già sindaco del borgo nel 2009.